# 李輝 (主教)
李輝（1972年—），聖名安多尼（英語：Anthony），天主教中國籍主教及中國天主教愛國會成員，獲得中國政府與聖座共同承認。現任平涼教區助理主教。

## 生平
李輝出生於1972年的中國陝西省眉縣。他於1990年進入平涼教區備修院，1996年畢業於中國天主教神哲學院。同年11月24日基督君王瞻礼晉鐸留校工作，並在中國人民大學中文系進修。1998年起，在中國官方組織中國天主教主教團和中國天主教愛國會工作。
2020年7月24日，李輝當選成為平涼教區主教候選人。2021年1月11日，獲時任教宗方濟各任命為平涼教區助理主教。同年7月28日，舉行祝聖典禮由中國天主教主教團主席馬英林主教主禮，平涼教區主教韓紀德和承德教區主教郭金才襄禮，蘭州總教區主教韓志海參禮。中國天主教主教團副秘書長楊宇神父宣讀教宗批准書。
李輝主教是中梵就主教任命權達成協議後，第五位獲教宗任命的主教。